# Maximum Effort
A Maximum Effort é uma produtora de cinema e televisão e agência de publicidade norte-americana fundada por Ryan Reynolds e George Dewey. O nome da empresa é uma referência a um bordão do filme de Reynolds, Deadpool (2016).

## História
Ryan Reynolds e George Dewey fundaram a Maximum Effort em 2018, depois de terem colaborado na campanha de marketing dos dois primeiros filmes de Deadpool.  Eles trabalharam em uma série de anúncios bem-sucedidos de baixo orçamento para promover o filme de 2016 e sua sequência de 2018, que na época eram os filmes adultos de maior bilheteria de todos os tempos. Dewey, ex-vice-presidente sênior de marketing digital da 20th Century Fox e presidente de marketing digital da Annapurna Pictures, foi nomeado presidente da empresa, com Reynolds como diretor criativo.
O braço de marketing da Maximum Effort foi adquirido pela empresa de software de publicidade MNTN em junho de 2021, com a Maximum Effort Marketing mantendo seu nome enquanto operava como uma agência dentro da MNTN. Reynolds foi nomeado diretor criativo da MNTN e diretor de marca da Dewey MNTN. 

## Produção cinematográfica
A Maximum Effort foi uma das produtoras do filme Deadpool 2 (2018), dirigido por David Leitch e estrelado por Reynolds e Josh Brolin, e de Free Guy (2021), dirigido por Shawn Levy e estrelado por Reynolds e Jodie Comer. Levy voltou a trabalhar com Reynolds no filme de ação e aventura O Projeto Adam (2022), dirigido por Levy e estrelado por Reynolds, Mark Ruffalo, Zoë Saldaña, Jennifer Garner e Catherine Keener.
Os próximos projetos da Maximum Effort Productions incluem o musical Spirited, dirigido por Sean Anders e John Morris, e estrelado por Reynolds e Will Ferrell, e IF, uma comédia de fantasia escrita, dirigida e produzida por John Krasinski.
Em maio de 2021, a Maximum Effort Productions fechou um contrato de desenvolvimento de três anos com a Paramount Pictures para todos os seus longas-metragens.

## Publicidade
A Maximum Effort Marketing criou anúncios para as marcas de Reynolds, Aviation Gin e Mint Mobile, filmes como Deadpool 2 e Free Guy, e para Match.com, R.M. Williams, e o Fundo de Defesa Legal da NAACP. Um dos anúncios do Aviation Gin se tornou viral, como uma paródia de um comercial de férias da Peloton que recebeu uma reação significativa, com ambos os anúncios estrelando a mesma atriz, Monica Ruiz.  Um spot para Mint Mobile apresentou Rick Moranis, em uma rara aparição pública para o ator, e um golpe publicitário para Aviation Gin e Laughing Man Coffee teve uma falsa guerra no Twitter entre Reynolds e Hugh Jackman. 
Em dezembro de 2021, após o lançamento do revival da série Sex and the City, And Just Like That... e a morte do personagem Mr. Big em uma bicicleta Peloton, as ações da Peloton caíram. A Maximum Effort rapidamente criou um anúncio para Peloton com Chris Noth. Reynolds forneceu a narração promovendo os benefícios para a saúde que o ciclismo pode ter e observando que Chris Noth/Sr. Big ainda estava vivo.

## Filmografia

### Filmes
| Ano  | Título                          | Diretor                   | Companhia(s) produtora(s)                                                               | Distribuição                        |
| ---- | ------------------------------- | ------------------------- | --------------------------------------------------------------------------------------- | ----------------------------------- |
| 2018 | Deadpool 2                      | David Leitch              | Marvel Entertainment, Kinberg Genre, The Donners' Company, TSG Entertainment            | 20th Century Fox                    |
| 2021 | Free Guy - Assumindo o Controle | Shawn Levy                | Berlanti Productions, 21 Laps Entertainment, Lit Entertainment Group, TSG Entertainment | Walt Disney Studios Motion Pictures |
| 2022 | O Projeto Adam                  | Shawn Levy                | 21 Laps Entertainment, Skydance Media                                                   | Netflix                             |
| 2022 | Spirited                        | Sean Anders e John Morris | Gloria Sanchez Productions, Mosaic, Two Grown Men                                       | Apple TV+                           |
| 2023 | IF                              | John Krasinski            | Sunday Night Productions                                                                | Paramount Pictures                  |
| 2024 | Deadpool & Wolverine            | Shawn Levy                | Marvel Studios                                                                          | Walt Disney Studios Motion Pictures |

### Televisão
| Ano  | Título             | Companhia(s) produtora(s) | Rede |
| ---- | ------------------ | ------------------------- | ---- |
| 2022 | Welcome to Wrexham | Boardwalk Pictures        | FX   |